# Marikenloop

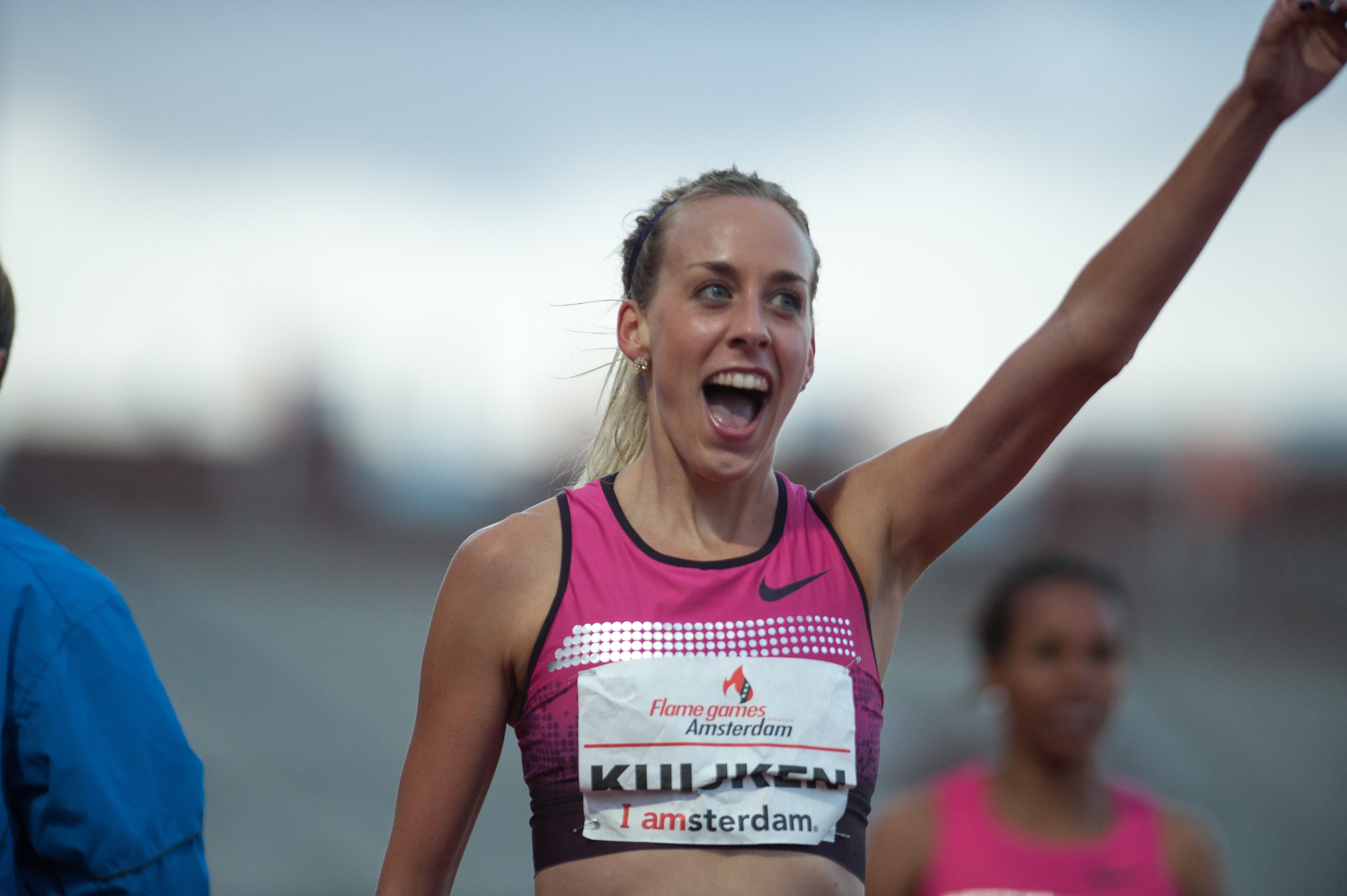
Susan Krumins-Kuijken liep in 2013 het parcoursrecord van de 5 km Marikenloop dat ze zelf in 2019 verbrak

De Marikenloop is een jaarlijkse hardloopwedstrijd voor vrouwen, een zogenaamde "ladies run". De wedstrijd gaat over vijf of 10 kilometer en wordt op de 3e zondag van mei gehouden in Nijmegen. De wedstrijd is genoemd naar de bekendste Nijmeegse vrouw uit de historie: Mariken, de hoofdrolspeelsters uit het 15e-eeuwse mirakelspel Mariken van Nieumeghen.
De Marikenloop wordt georganiseerd door de Stichting Zevenheuvelenloop, die bekend is van de organisatie van de Zevenheuvelenloop. In 2003 werd de Marikenloop voor het eerst georganiseerd. De eerste editie had bijna 1500 deelnemers. Ter gelegenheid van het 10-jarig jubileum was in 2012 het startbewijs gratis. De limiet werd verhoogd tot 15.000 deelneemsters. Uiteindelijk gingen 12300 vrouwen van start. Daarmee is het de grootste vrouwenloop van Nederland.
Een deel van de jaarlijkse opbrengst gaat naar een goed doel, zoals Pink Ribbon, Plan Nederland en KiKa.

## Parcoursrecords
- 5 km: 15.40 - Susan Krumins  NED (2019)
- 10 km: 36.12 - Corine Spaans  NED (2009)
- 7,5 km: 28.58 - Fleur Baljet  NED (2017)

## Uitslag 5 km
| Jaar |                                    |                              |                                    |
| ---- | ---------------------------------- | ---------------------------- | ---------------------------------- |
| 2019 | Susan Krumins - 15.40              | Lotte van der Pol - 16.35    | Kim Dillen - 16.48                 |
| 2018 | Nina Lauwaert - 16.22              | Ruth van der Meijden - 16.22 | Julia van Velthoven - 16.29        |
| 2017 | Ruth van der Meijden - 16.14       | Irene van Lieshout - 16.25   | Kim Dillen - 16.32                 |
| 2016 | Ruth van der Meijden - 16.07       | Irene van Lieshout - 16.22   | Mariska Dute - 16.25               |
| 2015 | Irene van Lieshout - 16.35         | Kim Dillen - 16.38           | Jamie van Lieshout - 16.52         |
| 2014 | Ruth van der Meijden - 16.34       | Jamie van Lieshout - 16.39   | Sabine van de Reijt - 16.50        |
| 2013 | Susan Kuijken - 15.43              | Ruth van der Meijden - 16.16 | Kim Dillen - 16.40                 |
| 2012 | Ruth van der Meijden - 16.38       | Merel de Knegt - 16.49       | Miranda Boonstra - 17.21           |
| 2011 | Miranda Boonstra - 16.17           | Heleen Plaatzer - 16.35      | Marije te Raa - 17.10              |
| 2010 | Lornah Kiplagat - 15.56            | Miranda Boonstra - 16.18     | Gladys Kipsoi Chepchirchir - 16.20 |
| 2009 | Ezbe Strydom - 16.56               | Lindy Burgman - 17.45        | Reina Visser - 17.56               |
| 2008 | Lindy Burgman - 18.08              | Daphne Panhuijsen - 18.18    | Sandra ter Horst - 18.22           |
| 2007 | Juanee Cilliers - 18.07            | Maureen Koster - 18.40       | Sandra de Jonge - 18.51            |
| 2006 | Miranda Boonstra - 16.28           | Pauline Wangui Ngigi - 16.45 | Krystyna Loonen - 17.04            |
| 2005 | Doris Chepngywo Chepkwemoi - 16.21 | Krystyna Loonen - 16.52      | Pauline Wangui Ngigi - 17.01       |
| 2004 | Vivian Ruijters - 17.28            | Susan Kuijken - 17.42        | Florence van Rijsbergen - 17.43    |
| 2003 | Miranda Boonstra - 16.46           | Sandra ter Horst - 16.55     | Susan Kuijken - 17.26              |

## Uitslag 10 km
| Jaar | Naam                   | Land | Tijd            |
| ---- | ---------------------- | ---- | --------------- |
| 2003 | Marleen van der Graaff | NED  | 37.27           |
| 2004 | Pauline Claessen       | NED  | 36.50 (10,2 km) |
| 2005 | Wendy Mullink          | NED  | 39.33 (10,2 km) |
| 2006 | Carla Beurskens        | NED  | 39.37           |
| 2007 | Jacqueline Rustidge    | NED  | 37.22           |
| 2008 | Jacqueline Rustidge    | NED  | 36.15           |
| 2009 | Corine Spaans          | NED  | 36.12           |
| 2010 | Marlies Overbeeke      | NED  | 36.19           |
| 2011 | Irene Kalter           | NED  | 37.06           |
| 2012 | Jacqueline Rustidge    | NED  | 36.56           |
| 2013 | Laurey van den Berge   | NED  | 36.41           |
| 2014 | Joyce Vrijenhoek       | NED  | 38.03           |
| 2015 | Pauline Claessen       | NED  | 37.52           |
| 2016 | Amy van den Broek      | NED  | 38.33           |
| 2017 | Christine Venhuizen    | NED  | 38.25           |
| 2018 | Miranda Boonstra       | NED  | 37.48           |
| 2019 | Miranda Boonstra       | NED  | 37.28           |

## Uitslag 7,5 km
| Jaar | Naam              | Land | Tijd  |
| ---- | ----------------- | ---- | ----- |
| 2017 | Fleur Baljet      | NED  | 28.58 |
| 2018 | Nathalie Vierdag  | NED  | 29.57 |
| 2019 | Frouke ten Broeke | NED  | 32.34 |

## Deelnemers
| Jaar | Inschrijvingen | Finishers 5 km | Finishers 10 km |
| ---- | -------------- | -------------- | --------------- |
| 2003 | 1614           | 726            | 722             |
| 2004 | 2156           | 878            | 1060            |
| 2005 | 4288           | 1592           | 2227            |
| 2006 | 6750           | 2451           | 3211            |
| 2007 | 8726           | 3094           | 4021            |
| 2008 | 8643           | 3488           | 3766            |
| 2009 | 9004           | 3784           | 3887            |
| 2010 | 9794           | 4109           | 4109            |
| 2011 | 10.917         | 4696           | 4261            |
| 2012 | 15.993         | 6619           | 5683            |
| 2013 | 14.021         | 5915           | 5079            |
| 2014 | 14.675         | 6662           | 5224            |
| 2015 | 10.756         | 5343           | 3515            |
| 2016 | 10.430         | 5357           | 3232            |